# Ten Torre
Ten Torre is een straat en kasseistrook in de Belgische provincie West-Vlaanderen nabij Oedelem.  De kasseistrook en straat zijn vernoemd naar het nabijgelegen Kasteel Ten Torre. De strook is 640 meter lang en wordt opgenomen in de Ronde van Beirnem, een lokaal initiatief omdat Beernem in 2023, 2025 en 2027 Dorp van de Ronde is van de Ronde van Vlaanderen welke hier na de start in Brugge dan voorbij komt. 
Ook wordt de strook opgenomen in de Guido Reybrouck Classic, een wielerwedstrijd voor juniores met start en finish in Damme. Ze vormt een duo samen met Ryckevelde, in de wedstrijd Ten Torre 1 en Ten Torre 2 genoemd.

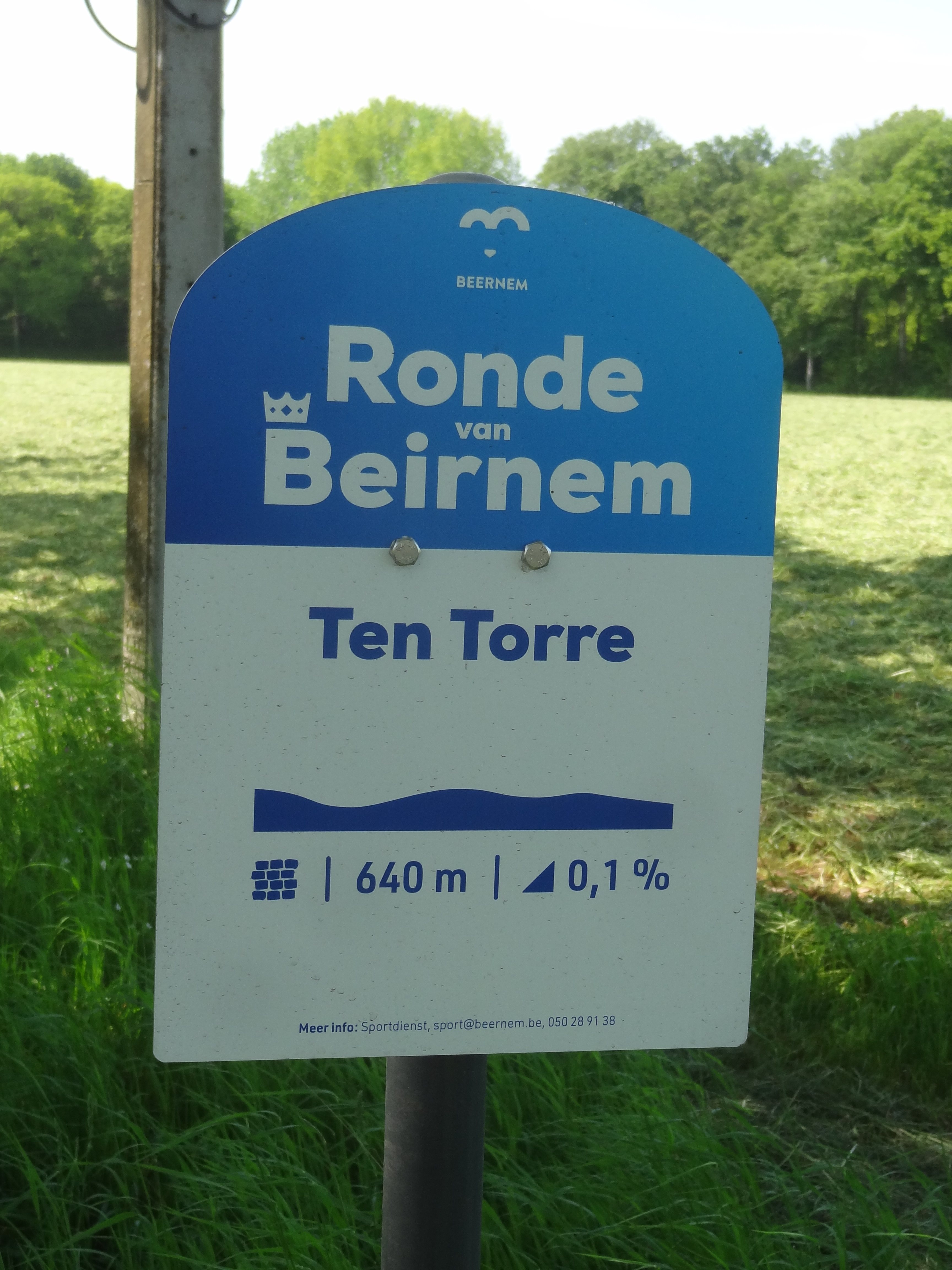
Informatiebord voorafgaand aan de kasseistrook